# MRK Zaprešić
Muški rukometni klub Zaprešić (MRK Zaprešić; Zaprešić) je muški rukometni klub iz Zaprešića, Zagrebačka županija. 

## O klubu
Klub je osnovan 1999. godine od strane rukometnih entuzijasta i nekadašnjih igrača nekadašnjeg RK "Zaprešić (ranije "Partizan"), kluba ugašenog 1994. godine. Klub upočetku igra Zagrebačku županijsku ligu, a 2003./04. je osvaja i ulazi u 3. HRL – Zapad 1 (kasnije 3. HRL – Središte), u kojoj uglavnom nastupa i u narednim sezonama. 

## Unutrašnje poveznice
- Zaprešić
- RK Zaprešić
- ŽRK Zaprešić

## Vanjske poveznice
- mrkzapresic.hr, wayback arhiva iz 2013.
- mrkzapresic.hr, wayback arhiva iz 2008.
- furkisport.hr/hrs, Zaprešić, rezultati po sezonama
- rszz.info - Rukometni savez Zagrebačke župaije - MUŠKI RUKOMETNI KLUB ZAPREŠIĆ